# Сезар (кінопремія, 1989)

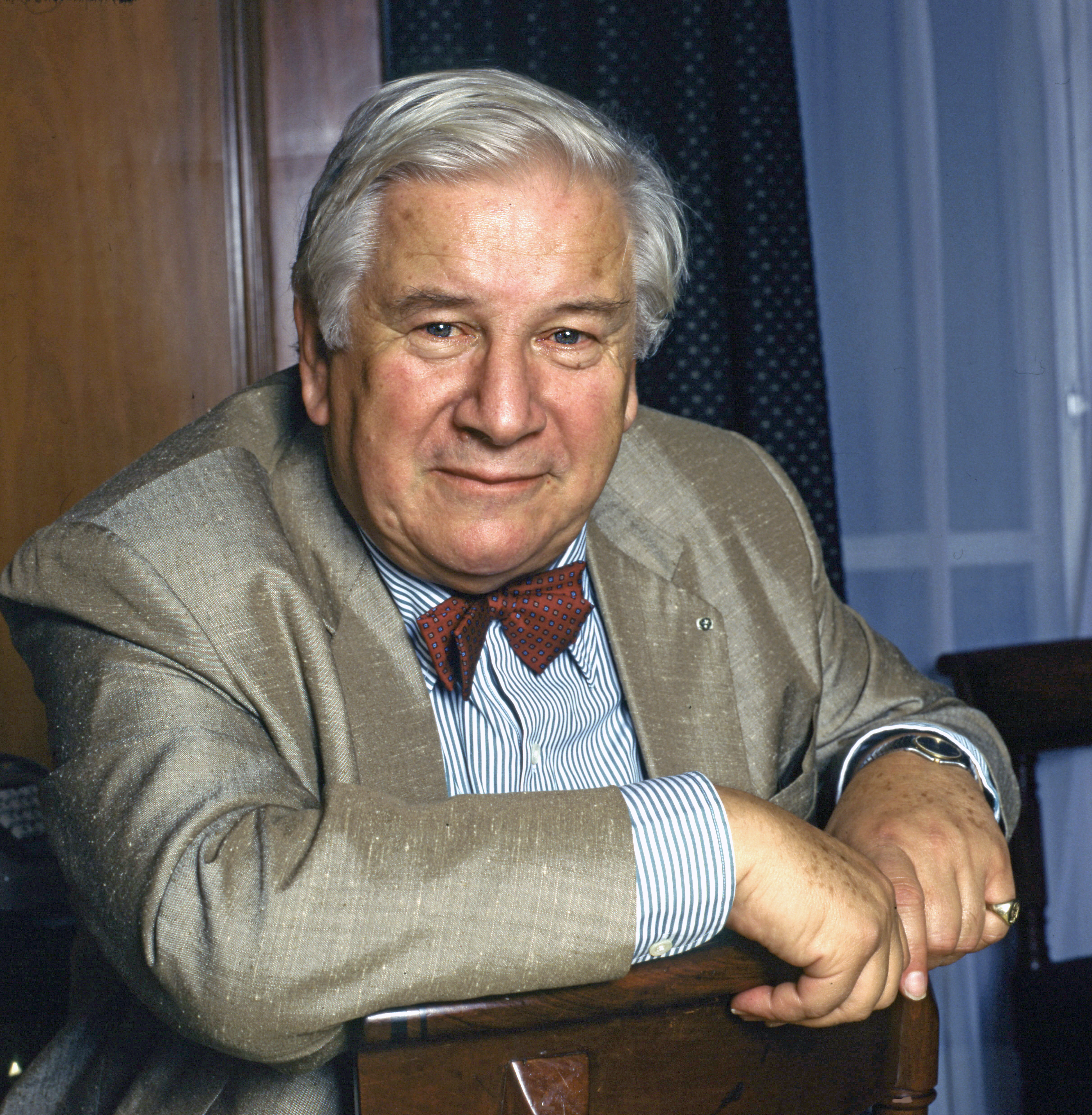
Президент 14-ї церемонії «Сезара» Пітер Устінов

14-та церемонія вручення нагород премії «Сезар» Академії мистецтв та технологій кінематографа за заслуги у царині французького кінематографу за 1988 рік відбулася 4 березня 1989 року в «Імперському театрі» (Париж, Франція).
Церемонія проходила під головуванням Пітера Устінова, розпорядником та ведучим виступив П'єр Чернія. Найкращим фільмом визнано стрічку Камілла Клодель режисера та оператора Бруно Нюйттена.
У цьому році одноразово була присуджена премія у категорії За найкращий фільм європейського співтовариства.

## Статистика
Фільми, що отримали декілька номінацій:
| Фільм                                                             | Номінації | Перемоги |
| ----------------------------------------------------------------- | --------- | -------- |
| • Камілла Клодель / Camille Claudel                               | 12        | 5        |
| • Блакитна безодня / Le Grand Bleu                                | 8         | 2        |
| • Чтиця / La Lectrice                                             | 9         | 1        |
| • Життя — це довга спокійна річка                                 | 7         | 4        |
| • Ведмідь                                                         | 6         | 2        |
| • Дивне місце для зустрічі / La vie est un long fleuve tranquille | 4         | -        |
| • Маленька злодійка / La Petite Voleuse                           | 4         | 1        |
| • Жіноча справа / Une affaire de femmes                           | 3         | -        |
| • Кілька днів в моєму товаристві / Quelques jours avec moi        | 3         | -        |
| • Улюбленець долі / Quelques jours avec moi                       | 3         | 2        |
| • Кафе «Багдад» / Out of Rosenheim                                | 2         | 2        |
| • Три квитки на 26-е / Trois places pour le 26                    | 2         | -        |
| • Шуані / Chouans !                                               | 2         | -        |

## Список лауреатів та номінантів
★Переможців виділено окремим кольором.

### Основні категорії
| Категорії                                       | Лауреати та номінанти                                                                                        | Лауреати та номінанти                                                                                        |                                                                                    |
| ----------------------------------------------- | --- | --- | ---------------------------------------------------------------------------------- |
| Найкращий фільм                                 | ★ «Камілла Клодель» / Camille Claudel (реж.: Бруно Нюйттен)                                                  | ★ «Камілла Клодель» / Camille Claudel (реж.: Бруно Нюйттен)                                                  |                                                                                    |
| Найкращий фільм                                 | • «Блакитна безодня» / Le Grand Bleu (реж.: Люк Бессон)                                                      | |                                                                                    |
| Найкращий фільм                                 | • «Чтиця» / La Lectrice (реж.: Мішель Девіль)                                                                | |                                                                                    |
| Найкращий фільм                                 | • «Ведмідь» / L' Ours (реж.: Жан-Жак Анно)                                                                   | |                                                                                    |
| Найкращий фільм                                 | • «Життя — це довга спокійна річка» / La vie est un long fleuve tranquille (реж.: Етьєн Шатільє)             | |                                                                                    |
| Найкраща режисерська робота                     | | ★ Жан-Жак Анно за фільм «Ведмідь»                                                                            | ★ Жан-Жак Анно за фільм «Ведмідь»                                                  |
| Найкраща режисерська робота                     | • Мішель Девіль — «Чтиця»                                                                                    | |                                                                                    |
| Найкраща режисерська робота                     | • Клод Міллер — «Маленька злодійка»                                                                          | |                                                                                    |
| Найкраща режисерська робота                     | • Люк Бессон — «Блакитна безодня»                                                                            | |                                                                                    |
| Найкраща режисерська робота                     | • Клод Шаброль — «Жіноча справа»                                                                             | |                                                                                    |
| Найкращий актор                                 | | ★ Жан-Поль Бельмондо — «Улюбленець долі» (за роль Сема Леона)                                                | ★ Жан-Поль Бельмондо — «Улюбленець долі» (за роль Сема Леона)                      |
| Найкращий актор                                 | • Рішар Анконіна — «Улюбленець долі» (за роль Альберта Дювів'є)                                              | |                                                                                    |
| Найкращий актор                                 | • Даніель Отей — «Кілька днів в моєму товаристві» (за роль Марціаля)                                         | |                                                                                    |
| Найкращий актор                                 | • Жан-Марк Барр — «Блакитна безодня» (за роль Жака Майоля)                                                   | |                                                                                    |
| Найкращий актор                                 | • Жерар Депардьє — «Камілла Клодель» (за роль Огюста Родена)                                                 | |                                                                                    |
| Найкраща акторка                                | | ★ Ізабель Аджані — «Камілла Клодель» (за роль Камілли Клодель)                                               | ★ Ізабель Аджані — «Камілла Клодель» (за роль Камілли Клодель)                     |
| Найкраща акторка                                | • Катрін Денев — «Дивне місце для зустрічі» (за роль Франс)                                                  | |                                                                                    |
| Найкраща акторка                                | • Шарлотта Генсбур — «Маленька злодійка» (за роль Жанін Кастан)                                              | |                                                                                    |
| Найкраща акторка                                | • Ізабель Юппер — «Жіноча справа» (за роль Марі Латур)                                                       | |                                                                                    |
| Найкраща акторка                                | • Міу-Міу — «Чтиця» (за роль Констанс / Марі)                                                                | |                                                                                    |
| Найкращий актор другого плану                   | | ★ Патрік Шене — «Чтиця» (за роль директора фірми)                                                            | ★ Патрік Шене — «Чтиця» (за роль директора фірми)                                  |
| Найкращий актор другого плану                   | • Ален Кюні — «Камілла Клодель» (за роль Луъ-Проспера Клодель)                                               | |                                                                                    |
| Найкращий актор другого плану                   | • Патрік Бушіте — «Життя — це довга спокійна річка» (за роль панотця Обержа)                                 | |                                                                                    |
| Найкращий актор другого плану                   | • Жан Рено — «Блакитна безодня» (за роль Енцо Молінарі)                                                      | |                                                                                    |
| Найкращий актор другого плану                   | • Жан-П'єр Мар'єль — «Кілька днів в моєму товаристві» (за роль Рауля Фонфріна)                               | |                                                                                    |
| Найкраща акторка другого плану                  | | ★ Елен Венсан — «Життя — це довга спокійна річка» (за роль мадам Маріель Ле Кенуа)                           | ★ Елен Венсан — «Життя — це довга спокійна річка» (за роль мадам Маріель Ле Кенуа) |
| Найкраща акторка другого плану                  | • Марія Казарес — «Чтиця» (за роль генеральші)                                                               | |                                                                                    |
| Найкраща акторка другого плану                  | • Домінік Лаванан — «Кілька днів в моєму товаристві» (за роль Ірен Фонфрін)                                  | |                                                                                    |
| Найкраща акторка другого плану                  | • Франсуаза Фабіан — «Три квитки на 26-е» (за роль мадам Марі-Елен)                                          | |                                                                                    |
| Найкраща акторка другого плану                  | • Марі Трентіньян — «Жіноча справа» (за роль Люсі)                                                           | |                                                                                    |
| Найперспективніший актор                        | | ★ Стефан Фрейсс — «Шуані»                                                                                    | ★ Стефан Фрейсс — «Шуані»                                                          |
| Найперспективніший актор                        | • Лоран Гревіль — «Каміла Клодель»                                                                           | |                                                                                    |
| Найперспективніший актор                        | • Тома Лангманн — «Ріки сендвічів»                                                                           | |                                                                                    |
| Найперспективніший актор                        | • Франсуа Негре — «Звук і лють»                                                                              | |                                                                                    |
| Найперспективніша акторка                       | | ★ Катрін Жакоб — «Життя — це довга спокійна річка»                                                           | ★ Катрін Жакоб — «Життя — це довга спокійна річка»                                 |
| Найперспективніша акторка                       | • Клотильд де Байзе — «Дитяче мистецтво»                                                                     | |                                                                                    |
| Найперспективніша акторка                       | • Наталі Кардон — «Дивне місце для зустрічі»                                                                 | |                                                                                    |
| Найперспективніша акторка                       | • Інгрід Хельд — «Будинок вбивств»                                                                           | |                                                                                    |
| Найкращий оригінальний або адаптований сценарій | ★ Етьєн Шатільє та Флоранс Кентен — «Життя — це довга спокійна річка» / La vie est un long fleuve tranquille | ★ Етьєн Шатільє та Флоранс Кентен — «Життя — це довга спокійна річка» / La vie est un long fleuve tranquille |                                                                                    |
| Найкращий оригінальний або адаптований сценарій | • Франсуа Трюффо, Клод Де Жівре, Клод Міллер, Люк Беро — «Маленька злодійка» / La Petite Voleuse             | |                                                                                    |
| Найкращий оригінальний або адаптований сценарій | • Мішель Девіль, Розалінда Девіль — «Чтиця» / La Lectrice                                                    | |                                                                                    |
| Найкращий оригінальний або адаптований сценарій | • Франсуа Дюпейрон, Домінік Фесс — «Дивне місце для зустрічі»                                                | |                                                                                    |
| Найкраща музика до фільму                       | ★ Ерік Серра — «Блакитна безодня»                                                                            | ★ Ерік Серра — «Блакитна безодня»                                                                            |                                                                                    |
| Найкраща музика до фільму                       | • Френсіс Лей — «Улюбленець долі»                                                                            | |                                                                                    |
| Найкраща музика до фільму                       | • Габріель Яред — «Камілла Клодель»                                                                          | |                                                                                    |
| Найкращий монтаж                                | ★ Ноель Буассон (Noëlle Boisson) — «Ведмідь»                                                                 | ★ Ноель Буассон (Noëlle Boisson) — «Ведмідь»                                                                 |                                                                                    |
| Найкращий монтаж                                | • Жоель Аш (Joëlle Hache) та Жанна Кеф — «Камілла Клодель»                                                   | |                                                                                    |
| Найкращий монтаж                                | • Раймон Гуйо (Raymonde Guyot) — «Чтиця»                                                                     | |                                                                                    |
| Найкраща операторська робота                    | | ★ П'єр Ломм — «Камілла Клодель»                                                                              | ★ П'єр Ломм — «Камілла Клодель»                                                    |
| Найкраща операторська робота                    | • Філіп Руссело — «Ведмідь»                                                                                  | |                                                                                    |
| Найкраща операторська робота                    | • Карло Варіні (Carlo Varini) — «Блакитна безодня»                                                           | |                                                                                    |
| Найкращі декорації                              | ★ Бернар Веза — Камілла Клодель                                                                              | ★ Бернар Веза — Камілла Клодель                                                                              |                                                                                    |
| Найкращі декорації                              | • Т'єррі Лепру — Чтиця                                                                                       | |                                                                                    |
| Найкращі декорації                              | • Бернар Евейн — Три квитки на 26-е                                                                          | |                                                                                    |
| Найкращі костюми                                | ★ Домінік Борг (Dominique Borg) — «Камілла Клодель»                                                          | ★ Домінік Борг (Dominique Borg) — «Камілла Клодель»                                                          |                                                                                    |
| Найкращі костюми                                | • Івонн Сассіно Де Нель (Yvonne Sassinot de Nesle) — «Шуані»                                                 | |                                                                                    |
| Найкращі костюми                                | • Елізабет Таверньє — «Життя — це довга спокійна річка» (La vie est un long fleuve tranquille)               | |                                                                                    |
| Найкращий звук                                  | ★ Франсуа Ґру, Жерар Лам та П'єр Бефв — «Блакитна безодня»                                                   | ★ Франсуа Ґру, Жерар Лам та П'єр Бефв — «Блакитна безодня»                                                   |                                                                                    |
| Найкращий звук                                  | • Франсуа Ґру, Домінік Еннекен та Ґійом Сіама — «Камілла Клодель»                                            | |                                                                                    |
| Найкращий звук                                  | • Бернар Ле Рух, Лорен Куфґліо та Клод Війян — «Ведмідь»                                                     | |                                                                                    |
| Найкращий дебютний фільм                        | ★ «Життя — це довга спокійна річка» / La Vie est un long fleuve tranquille (реж. Етьєн Шатільє)              | ★ «Життя — це довга спокійна річка» / La Vie est un long fleuve tranquille (реж. Етьєн Шатільє)              |                                                                                    |
| Найкращий дебютний фільм                        | • «Камілла Клодель» (реж. Бруно Нюйттен)                                                                     | |                                                                                    |
| Найкращий дебютний фільм                        | • «Шоколад» / Chocolat (реж. Клер Дені)                                                                      | |                                                                                    |
| Найкращий дебютний фільм                        | • Дивне місце для зустрічі / Drôle d'endroit pour une rencontre (реж. Франсуа Дюпейрон)                      | |                                                                                    |
| Найкращий короткометражний документальний фільм | ★ «Роман Чета» / Chet's romance (реж. , Бертран Февр)                                                        | ★ «Роман Чета» / Chet's romance (реж. , Бертран Февр)                                                        |                                                                                    |
| Найкращий короткометражний документальний фільм | • Classified People (реж. Іоланда Зоберман)                                                                  | |                                                                                    |
| Найкращий короткометражний документальний фільм | • «Біля стіни» / Devant le mur реж. Дейзі Ламот                                                              | |                                                                                    |
| Найкращий короткометражний ігровий фільм        | ★«Ламенто» / Lamento (реж. Франсуа Дюпейрон)                                                                 | ★«Ламенто» / Lamento (реж. Франсуа Дюпейрон)                                                                 |                                                                                    |
| Найкращий короткометражний ігровий фільм        | • «Біг Бен» / Big Bang (реж. Ерік Ворет)                                                                     | |                                                                                    |
| Найкращий короткометражний ігровий фільм        | • «Нью-Йорк, 1935» / New York 1935 (реж. Мішель Ферран-Лафайє)                                               | |                                                                                    |
| Найкращий короткометражний ігровий фільм        | • «Жінка на зиму» / Une femme pour l'hiver реж. Мануель Флеш                                                 | |                                                                                    |
| Найкращий короткометражний анімаційний фільм    | ★ «Химерні сходи» / L'escalier chimérique (реж. Даніель Гіонне)                                              | ★ «Химерні сходи» / L'escalier chimérique (реж. Даніель Гіонне)                                              |                                                                                    |
| Найкращий короткометражний анімаційний фільм    | • «Робота заліза» / Le travail du fer (реж. Селія Каннінґ, Нері Катіно)                                      | |                                                                                    |
| Найкращий короткометражний анімаційний фільм    | • La Princesse des diamants (реж. Мішель Осело)                                                              | |                                                                                    |
| Найкращий постер до фільму                      | ★ Енні Міллер, Люк Ру, Стефан Баелікоф — «Маленька злодійка» / La petite voleuse                             | ★ Енні Міллер, Люк Ру, Стефан Баелікоф — «Маленька злодійка» / La petite voleuse                             |                                                                                    |
| Найкращий постер до фільму                      | • Андрій Малиновський — «Блакитна безодня» / Le Grand Bleu                                                   | |                                                                                    |
| Найкращий постер до фільму                      | • Бенжамін Балтімор — «Чтиця» / La lectrice                                                                  | |                                                                                    |
| Найкращий постер до фільму                      | • Крістіан Блондель — «Ведмідь» / L'ours                                                                     | |                                                                                    |
| Найкращий постер до фільму                      | • Анай Леклерк, Даніель Палестрінт — «Час задоволень» / Les Saisons du plaisir                               | |                                                                                    |
| Найкращий фільм європейського співтовариства    | Німеччина ★ Кафе «Багдад» / Out of Rosenheim (реж. Персі Адлон)                                              | Німеччина ★ Кафе «Багдад» / Out of Rosenheim (реж. Персі Адлон)                                              |                                                                                    |
| Найкращий фільм європейського співтовариства    | Велика Британія • «Далекі голоси, застиглі життя» / Distant Voices, Still Lives (реж. Теренс Девіс)          | |                                                                                    |
| Найкращий фільм європейського співтовариства    | Данія • «Бенкет Бабетти» / Le Festin de Babette (реж. Габріель Аксель)                                       | |                                                                                    |
| Найкращий фільм європейського співтовариства    | Данія / Швеція • «Пелле-завойовник» / Pelle le conquérant (реж. Біллі Ауґуст)                                | |                                                                                    |
| Найкращий фільм іноземною мовою                 | Німеччина ★ Кафе «Багдад» / Out of Rosenheim (реж. Персі Адлон)                                              | Німеччина ★ Кафе «Багдад» / Out of Rosenheim (реж. Персі Адлон)                                              |                                                                                    |
| Найкращий фільм іноземною мовою                 | США • Птах / Bird (реж. Клінт Іствуд)                                                                        | |                                                                                    |
| Найкращий фільм іноземною мовою                 | Індія • Салам, Бомбей! / सलाम बॉम्बे! (реж. Міра Наїр)                                                           | |                                                                                    |
| Найкращий фільм іноземною мовою                 | США • Хто підставив кролика Роджера / Who Framed Roger Rabbit (реж. Роберт Земекіс)                          | |                                                                                    |

### Спеціальні нагороди
| Нагорода         | Лауреати      | Лауреати |
| ---------------- | ------------- | -------- |
| Почесний «Сезар» |               |          |
|                  | ★ Бернар Бліє |          |
|                  | ★ Поль Грімо  |          |